# Blind Man (пісня Боббі Бленда)
«Blind Man» — пісня американського блюзового співака Боббі Бленда, випущена синглом у 1964 році на лейблі Duke. У 1964 році пісня посіла 7-е місце в R&B Singles і 74-е місце в The Billboard Hot 100 хіт-парадах журналу «Billboard».

## Оригінальна версія
Пісня була написана Доном Робі (під псевдонімом — Дедрік Мелоун) і Джо Скоттом. Сесія звукозапису пройшла 27 лютого 1964 року в Х'юстоні, штат Техас. Аранжування та диригування оркестром здійснив Джо Скотт.
В липні 1964 року пісня вийшла на альбомі Ain't Nothing You Can Do на лейблі Duke. У грудні 1964 року випущена на синглі (Duke 386; на 7" 45) із на стороні «Б» пісні «Black Night». У грудні 1964 року пісня посіла 18-е місце в R&B Singles і 78-е місце в The Billboard Hot 100 хіт-парадах журналу «Billboard».

## Інші версії
Пісню перезаписали інші виконавці, зокрема Літтл Мілтон для альбому We're Gonna Make It (1964) і синглу (1964, Checker 1096), який у січні 1965 року посів 14-е місце в R&B Singles і 86-е місце в The Billboard Hot 100), Грегг Оллмен для альбому Low Country Blues та ін.